# 阿尔贡国家实验室
阿尔贡国家实验室（英語：Argonne National Laboratory，缩写：ANL），或称阿贡国家实验室，位于美国伊利诺伊州杜佩奇县，是美国能源部下属的国家实验室。它是美国政府规模最大、历史最悠久的科研机构之一。实验室的前身是曼哈顿工程的一部分。

## 历史
阿尔贡国家实验室国家实验室的前身是恩里科·费米于1942年在芝加哥大学创建的冶金实验室，后来成为曼哈顿计划的一部分。二战结束后冶金实验室搬到杜佩奇县, 1946年正式更名为阿尔贡国家实验室国家实验室, 专门从事核物理和核技术方面的研究。

## 贡献
在冶金实验室时期，实验室在芝加哥大学校园足球场下建造了世界上第一座核反应堆芝加哥一号堆, 费米團隊由此首次证明了核裂变链式反应的可行性。1951年，阿尔贡国家实验室国家实验室在爱达荷州建造了芝加哥4号堆，奠定了商用核反应堆的基础。阿尔贡国家实验室国家实验室开发了多种反应堆和燃料循环技术，包括实验沸水反应堆、快中子反应堆等，还设计了世界上第一艘核动力潜艇使用的反应堆。
1987年, 阿尔贡国家实验室国家实验室成功开发了等离子体尾场加速技术, 可以用比传统加速器更短的距离加速粒子。
阿尔贡国家实验室国家实验室建造了阿尔贡串列直线加速器系统（Argonne Tandem Linac Accelerator System, ATLAS），这是世界上第一个用于库仑势垒附近能量的重离子加速器。1995年完工的先进光子源(Advanced Photon Source, APS)是由美国能源部资助的国家同步辐射光源装置，产生了当时世界上最亮的X射线，截至2015年,先进光子源已解决了30种已知G蛋白偶联受体蛋白质结构中的21种。
阿尔贡国家实验室国家实验室的纳米材料中心(Center for Nanoscale Materials, CNM)是美国能源部的5个纳米科学研究中心之一, 提供研究纳米技术所需的装置和仪器。